# (T)Raumschiff Surprise – Periode 1
(T)Raumschiff Surprise – Periode 1 (tj. Kosmická / Snová loď Surprise – Perioda 1) je německý hraný film z roku 2004, který režíroval Michael Herbig podle vlastního scénáře. Film je parodií na dobrodružné a akční filmy s tématem sci-fi.

## Děj
Dne 22. července 2004 (tj. tři dny po premiéře filmu) přistálo v Nevadské poušti UFO. Díky kontaktu s mimozemskou civilizací mohlo lidstvo osídlit planetu Mars. O padesát let později v roce 2304 si chce Rogul, zlý vládce kolonie na Marsu, podřídit Zemi.
Po prvním útoku zůstává lidstvu na Zemi s královnou Metaphou a jejími senátory jen několik hodin do jejich zničení. Konzul Metaphas dostane nápad vyslat do minulosti posádku, aby švýcarským kapesním laserem zničila UFO a tím zabránila osídlení Marsu. Po útoku však zůstává k dispozici jen jediná funkční loď – Surprise s kapitánem Jürgenem Thorstenem Korkem, Mr. Spuckem a hlavním inženýrem Schrottym. Přestože senát ví, že posádka je zcela nekompetentní, rozhodne vložit do jejích rukou záchranu lidstva. Tři homosexuální astronauti právě trénují na soutěž Miss Waikiki na Honolulu, takže se neradi podřizují rozkazu. Jelikož již Marťané pronikli do královského paláce, je nutno posádku okamžitě vypravit do minulosti. Stroj času maskovaný jako pohovka však nefunguje spolehlivě. Na pohovce sedí Metapha, kapitán Kork, Mr. Spuck a taxikář Rock, kteří přistanou ve 14. století a jsou zajati vévodou Vilémem. Navíc netuší, že je jim v patách Regulův syn Jens Maul, který díky odcizenému návodu sestrojil svůj stroj času v mopedu. Ze středověku se dostanou na divoký západ do městečka Groom Lake City, kde absolvují přestřelku s desperáty. I zde je dostihne Jens Maul. Posléze se přesunou do správného roku a Jens Maul je omylem zneškodněn přistávajícími mimozemšťany. Jejich loď zničí Rock a zachrání tak budoucí svět. Posádka se může vrátit zpět do roku 2304. Kvůli poškození stroje času musejí v poušti nechat Mr. Spucka. Královna Metapha, kapitán Kork a Rock jsou vítáni. Protože Mr. Spuck je Vulkánec, který se dožívá až 400 let, setká se s nimi. Spuck se během 335 let snažil stvořit Zemi podle svých představ, takže všechno je nyní v růžových odstínech. Kapitán Kork, Ms. Spuck a Schrotty se konečně mohou zúčastnit soutěže Miss Waikiki.

## Obsazení
| Michael Herbig    | Mr. Spuck              |
| Christian Tramitz | kapitán Jürgen T. Kork |
| Anja Kling        | královna Metapha       |
| Til Schweiger     | Rock Fertig-Aus        |
| Rick Kavanian     | Jens Maul              |

## Ocenění
- Cena Bambi: zvláštní ocenění
- Deutscher Comedypreis: nejlepší filmová komedie, nejlepší komediální herec (Michael Herbig)
- G.Q. Award: kategorie film roku
- Goldene Kamera: nejlepší komedie
- Bayerischer Filmpreis: nejlepší komedie
- Porcelánový lev Bavorského kancléřství za nejúspěšnější film
- Cena Jupiter: nejlepší režie (Michael Herbig)
- Cena DIVA: cena publika

## Parodované filmy
Film svým dějem či vizuálním zpracováním odkazuje na následující snímky: Poslední jednorožec, 2001: Vesmírná odysea, Akta X, Kontakt, Pátý element, Tajemná záře nad Pacifikem, Manituova bota, Total Recall, E.T. – Mimozemšťan, Den nezávislosti, Indiana Jones a chrám zkázy, Manta, Manta, Matrix, Muži v černém, Minority Report, Takoví normální zabijáci, Příběh rytíře, Star Trek, Star Wars, Hvězdná brána, Taxi, Taxi, Terminátor 2: Den zúčtování, Návrat do budoucnosti, V pravé poledne, Základní instinkt, Pán prstenů: Společenstvo Prstenu.